# Альфред Агаш
Юбер Донат Альфред Агаш (фр. Hubert Donat Alfred Agache; нар. 24 лютого 1875, Тур — пом. 4 травня, 1959) — французький архітектор і урбаніст, відомий своєю роботою в Бразилії.

## Біографія
Агаш народився в Турі в родині Огюста та Катрін Агаш. Навчався в Школі красних мистецтв у Парижі у класі Віктора Лалу.
Він офіційно розпланував бразильські міста Ріо-де-Жанейро, Ресіфі, Порту-Алегрі та Куритибу в 1940-х і 1950-х роках, за підтримки режиму Варгаса. А в Порту-Алегрі його плани щодо парку Реденсау були реалізовані для проведення ярмарку до сторіччя Революції Фаррапус. Хоча його плани часто були задорогі для реалізації, вони лягли в основу більш практичних планів, і доступних частин його плану дотримувалися протягом кількох десятиліть, хоча в Куритибі так званий план Агаче був скасований, а потім замінений пізнішими зусиллями з міського планування, починаючи з 1960-х років.
Агаш також був співзасновником Французького товариства урбаністичних досліджень. Він став кавалером ордена Почесного легіону у 1935 році.
Помер у 1959 році у Парижі.